# John Schneiter
John Schneiter (1899 – Les Diablerets, 15 settembre 1976) è stato un bobbista svizzero.

## Biografia
Vinse una medaglia d'argento ai campionati mondiali del 1930 (tenutisi a Caux-sur-Montreux) nel bob a quattro, per la nazionale svizzera insieme ai suoi connazionali Jean Mollen, André Mollen e William Prichard
Superarono la nazionale tedesca (medaglia di bronzo), ma vennero battuti da quella italiana (medaglia d'oro). Partecipò anche alle olimpiadi invernali del 1928.